# アンナガーデン
アンナガーデン（ANNA GARDEN）は、福島県福島市荒井字横塚3-183にある観光地。敷地内には吾妻高原 聖アンナ教会がある。また、いくつかの展示館のほか、カフェなどの飲食店、輸入家具やアクセサリーなどのセレクトショップなどが建ち並ぶ。

## 歴史
福島市南西部に位置する荒井地内の山の中腹にある。聖アンナ教会を中心に欧風の佇まいをした個性的な店舗が軒を連ねる。1993年（平成5年）1月に聖アンナ教会が建立され、1995年（平成7年）4月に西田記念館が開館した。

## 施設
BMW Motorrad福島 / 吾妻高原 聖アンナ教会
1993年1月に福島市に拠点を持つ美容品販売業の瀬戸商会設立者、瀬戸康男によって献堂された教会であり、同社のブライダル事業部が運営していた。教会正面のドア、シャンデリア、ステンドグラスなどは、150～200年程前に実際にイギリスの教会で使用されていた物を移設した。最盛期は年間304組の結婚式を行う、市内でも有数の人気ブライダルスポットであったが、少子高齢化や小規模な挙式の人気が高まったことから教会でのブライダル事業と貸衣装事業からの撤退が決まり、2015年8月末に閉館していた。
2023年（令和5年）5月に福島市のバイクディーラー会社「ブレイブ」が教会を購入し、同年11月3日から一部をバイク展示場として教会を再開することになった。
原郷のこけし群 西田記念館
東京こけし友の会会長を1992年まで35年間務め、鳴子温泉で開かれる全国こけし祭りで永年審査委員長を務めたこけし研究科、西田峯吉を記念して建設されたこけしの展示館である。1995年4月開館。西田コレクション3,500本を含め約10,000本のこけしが収蔵されており、館内3つの展示室で約1,300本のこけしが展示されている。こけしの歴史や各地の伝統こけし、戦前の貴重なこけしなどの紹介も行われている。西田が愛蔵していたこけしとその資料を、こけしの製造の盛んな福島に残し一般公開したいという強い希望があったため、公益財団法人東邦銀行教育・文化財団に寄贈し、地域文化の振興の目的のために同財団によって建設された。
商業施設
- みちのく福島路ビール
- ギャラリー ざくろ館 － 雑貨店
- モンジュー － アイスクリーム店
- ビオラ押し花 & 昆虫館
- 菜果工房 Le Reve
- うつわの店 本田屋
- セントヒルズ〜Pizza〜
- CHAZA - Cafe & Shop -
- ルシェンテ － 雑貨店
- 家具のこばやし
- うつわ風趣 陶遊庵
- だがしや本舗 彩菓庵
- ざくろ館
- EBMアカデミー
- 和み処 紡- tsumugi -
- コーヒーサロン せいざん